# Elizabetes iela
La rue Elisabeth (letton : Elizabetes iela) est une rue du district central de Riga, en Lettonie, connue pour ses immeubles Art nouveau construits au début du XXe
D'après l'Unesco, qui a enregistré le centre historique de Riga au patrimoine mondial en 1997, c'est dans cette rue et dans la Alberta iela, qu'on trouve les exemples les plus remarquables de l'art nouveau dans la capitale lettonne,.

## Nom de la rue
La rue est nommée en l'honneur de l'impératrice Élisabeth Alexeïevna , l'épouse de Alexandre Ier de Russie.
En 1940, pendant la République socialiste soviétique de Lettonie, la rue Elizabetes iela a été rebaptisée rue Kirova. En mai 1991, le nom historique a été restauré.

## Histoire
Selon le plan dessiné en 1754, la rue centrale de la banlieue de Riga était Liela Smilšu iela, également appelée la Grande Route du Sable. 
Elle partait des fortifications de la ville et s'étendait jusqu'à la rue Lielai Kalēju (aujourd'hui rue Ģertrūdes iela) et se terminait à la porte Rauna. 
La rue a été projetée dans le cadre de l'élaboration d'un plan d'urbanisme après l'incendie de bâtiments en bois à la périphérie de Riga pendant la campagne de Russie. 
Un nouveau projet a étéllancé pour tracer les rues de Riga, au cours duquel la rue Aleksandrovskaya ulitsa (aujourd'hui Brīvības iela), nommée en l'honneur du tsar Alexandre Ier, a été réalisée, ainsi qu'Elizavetinskaya, qui a été nommée en l'honneur de l'épouse d'Alexandre, l'impératrice russe Élisabeth Alexeïevna de Russie. 
Les banlieues ont été reconstruites avec succès sous le règne du gouverneur de Riga Philip Osipovich Paulucci.

## Immeubles
Quelques immeubles de la rue sont les suivants:
| adresse             | Architecte(s)         | Construction | Photo | Rem.  |
| ------------------- | --------------------- | ------------ | ----- | ----- |
| Elizabetes iela 1   | Wilhelm Hoffmann      | 1923         |       |       |
| Elizabetes iela 2   | Karl Johann Felsko    |              |       |       |
| Elizabetes iela 10a | Mikhaïl Eisenstein    | 1903         |       |       |
| Elizabetes iela 10b | Mikhaïl Eisenstein    | 1903         |       |       |
| Elizabetes iela 11  |                       |              |       | [ 4 ] |
| Elizabetes iela 13  | Konstantīns Pēkšēns   | 1904         |       |       |
| Elizabetes iela 14  | Karl Johann Felsko    |              |       |       |
| Elizabetes iela 21  | Edmund von Trompowsky |              |       | [ 5 ] |
| Elizabetes iela 23  | Hermanis Hilbigs      | 1903         |       |       |
| Elizabetes iela 33  | Mikhaïl Eisenstein    | 1901         |       |       |
| Elizabetes iela 59  |                       |              |       |       |